# Imperi xinès
L'Imperi xinès (xinès tradicional: 中華帝國, pinyin: Zhōnghuá dìguó: 中華帝國, :) s'entén com l'extens període de la història de la Xina que pot qualificar-se d'Imperi, és a dir en el qual l'actual país de la Xina estava governat per un emperador. Aquesta etapa de la història comprèn els governs entre la dinastia Qin ―221 a. C.― i la dinastia Qing ―1912 d. C.―, amb breus interrupcions per guerres civils o fragmentació del territori en diversos regnes.
El primer Imperi xinès unificat va començar amb el regnat de Qin Shi Huang (xinès: 秦始皇, pinyin: Qín Shǐhuáng, Wade-Giles: Ch'in Shih-huang), nascut en Handan (邯鄲).

## Antecedents
Durant segles Xina va estar dividida en petits regnes independents, la qual cosa explica la gran diversitat lingüística que hi ha en aquest país. Durant el període dels Regnes Combatents Qin Shi Huang va lluitar amb el seu exèrcit contra aquests estats. El 221 aC, havent derrotat l'estat de Qi, va ser proclamat emperador.

## Història
La història de l'imperi xinès pot dividir-se en tres períodes concrets: l'imperi primerenc, l'imperi mitjà i l'imperi tardà.

### Imperi primerenc
L'imperi primerenc es va iniciar en l'edat del ferro amb la unificació de la Xina per Qin Shi Huang el 221 a. C. Aquest esdeveniment va posar fi a cinc segles de guerres feudals que van assolar la dinastia Zhou i el territori oriental de l'actual Xina. La curta dinastia fundada per Qin Shi Huang va introduir un govern centralitzat sota el sistema de monarquia absoluta, liderat per l'emperador de la Xina. Després d'abolir el feudalisme al costat del seu primer ministre, Li Si, va dividir el seu imperi en 36 províncies regides per 3 governadors, un dels quals era civil i un altre militar. Així mateix, va construir xarxes de comunicació entre els diferents municipis de l'imperi. També es va produir una estandardització d'unitats de tota classe, entre les quals cal destacar la de massa i la monetària. La longitud dels eixos dels carros va passar a tenir un valor estàndard i tota Xina va passar a regir-se pel mateix codi de lleis. Malgrat totes aquestes reformes, potser, la més significativa va ser la unificació de l'escriptura. També es va començar la colossal obra d'enginyeria de la Gran Muralla.
L'estructura de govern Qin consistia en el sistema denominat Tres Senyors i Nou Ministres, en el qual els tres càrrecs dels senyors eren ocupats pels tres funcionaris de més alt rang del govern imperial, mentre que els nou ministres eren els ministres més importants del govern central.
Els Qin van ser enderrocats l'any 206 a. C. i van ser substituïts per la dinastia Han, que va governar durant quatre segles i va fer del confucianisme la ideologia de l'Estat. Aquest període va acabar l'any 220 d.C., quan l'imperi va ser dividit durant l'era dels Tres Regnes (Wei, Shu i Wu) i després durant la posterior era de les Dinasties Meridionals i Septentrionals, començat així l'era de desunió coneguda com l'era de les Sis Dinasties, un període de 400 anys de contínua guerra que va durar fins que la dinastia Sui va derrotar els seus rivals l'any 589.

### Imperi mitjà
L'imperi mitjà es va iniciar amb la reunificació de la Xina per la curta dinastia Sui el 589. Els Sui van reemplaçar el sistema de novè rang amb el sistema d'examen imperial xinès i es van embarcar en grans obres públiques, com la connexió d'alguns canals aquàtics ja existents per formar el Gran Canal. També van reemplaçar l'estructura prèvia de l'Estat amb la dels Tres Departaments i Sis Ministeris, un sistema que no va patir massa canvis fins a l'aprovació d'un gabinet el maig de 1911 just abans de la Revolució de Xinhai.
Després del derrocament de la dinastia Sui, la dinastia Tang va governar pròsperament durant tres segles. La seva caiguda el 907 va ser seguida de dècades d'agitació conegudes com les Cinc Dinasties i els Deu Regnes. Diverses tribus del nord es van aprofitar de la desunió per establir les Dinasties del Nord. La major part de la Xina interior va ser reunificada per la dinastia Song l'any 960, que va veure grans avanços tecnològics, econòmics i culturals i el sorgiment del neoconfucianisme. Xina va ser conquistada per l'Imperi mongol el 1279. El període que abasta les dinasties Tang i Song també se'l coneix com l'Edat d'Or de la Xina.
El desenvolupament cultural assolit cap al segle iv aC, va fundar les bases per al naixement de l'imperi xinès.

### Imperi tardà
L'Imperi tardà es refereix al període que va des del final del domini mongol el 1368 fins l'establiment de la República de la Xina en 1912 i inclou les dinasties Qing i Qing. De vegades s'inclou també la dinastia Yuan.
L'ús dels termes Xina Imperial primerenca, mitjana i tardana és el preferit per molts historiadors econòmics, culturals i socials sobre la periodització estàndard dinàstica en la què es posa l'accent en les continuïtats socials i econòmiques entre les dinasties. En particular, existeix un consens entre els historiadors que a diferència de la dinastia Yuan, la invasió manxú no marca una discontinuïtat relativament forta en la història de la Xina i que la majoria de les tendències culturals i socials de l'època van creuar la divisió entre els Ming i els Qing.
Al mateix temps, alguns historiadors assenyalen que aquesta periodització tendeix a considerar els períodes d'aquelles dinasties estables i unides com a "normals" i "estàndard" i els períodes de l'imperi mitjà (Cinc Dinasties i Deu Regnes), com a "anormals".